# Autorité sportive nationale du Canada
L'Autorité sportive nationale du Canada (ASN Canada) est l'autorité nationale de sport automobile au Canada, déléguée au Canada de la Fédération internationale de l'automobile (FIA).

## Histoire
L'Autorité Sportive Nationale du Canada a été fondée en 1989 après l'expulsion de Canadian Automobile Sport Clubs (en) de la FIA l'année précédente.
En 2003, son directeur du karting, Paul Cooke, se blesse grièvement lorsqu'une barrière en ciment lui tombe dessus lors du Grand Prix de Formule 1 du Canada .
En 2017, l'ASN Canada renouvelle le contrat de sponsoring du Championnat national de karting avec Canadian Tire pour la 19e année consécutive. Dans le but d'organiser une course de Formule E à Montréal intra-muros, les contribuables de la ville ont versé $226.000 à l'ASN Canada pour faire homologuer les pistes empruntées pour la course.

## Description
L'ASN Canada organise le Championnat national de karting, le Porsche GT3 Cup Challenge Canada et le Championnat du Canada des voitures de tourisme.

### Pages liées
- Fédération internationale de l'automobile
- Porsche GT3 Cup Challenge Canada
- Championnat du Canada des voitures de tourisme